# Nicholas Marfelt
Nicholas Marfelt (født 15. september 1994) er en dansk fodboldspiller, der spiller som venstre back for Brønshøj Boldklub. 
Han har tidligere spillet i Hvidovre IF og FC Helsingør.

## Klubkarriere
Den 30. januar 2017 blev det offentliggjort, at Nicholas Marfelt skiftede til SønderjyskE, hvor han havde skrevet under på en treethalvtårig aftale. Han var forinden da til prøvetræning i Brøndby IF, hvilket dog ikke udløste en kontrakt.
Blot et halvt år efter skiftet til SønderjyskE skiftede Marfelt til hollandske Sparta Rotterdam på en lejeaftale gældende for den resterende del af 2017-18-sæsonen.